# Hill, Dudley
Hill var en civil parish från 1866 till 1919 då den blev en del av Hill and Cakemore, i grevskapet Worcestershire (nu West Midlands), i England. Denna civil parish hade 5 031 invånare år 1911.